# Bravantice
Bravantice (en allemand : Brosdorf) est une commune du district de Nový Jičín, dans la région de Moravie-Silésie, en République tchèque. Sa population s'élevait à 984 habitants en 2021.

## Géographie
Bravantice se trouve à 19 km au nord-nord-est de Nový Jičín, à 15 km à l'ouest-sud-ouest d'Ostrava et à 364 km à l'est-sud-est de Prague.
La commune est limitée par Bílovec au nord-ouest, par Olbramice au nord, par Klimkovice et Jistebník à l'est, par Studénka au sud, et par Velké Albrechtice au sud-ouest.

## Histoire
La première mention écrite de la localité date de 1370.

## Transports
Par la route, Bravantice se trouve à 6 km de Bílovec, à 24 km de Nový Jičín, à 23 km d'Ostrava et à 336 km de Prague.